# Бернар, Жюльен
Жульен Бернар (фр. Julien Bernard; род. 17 марта 1992, Невер, департамент Ньевр,Франция) — французский профессиональный шоссейный велогонщик, выступающий с 2016 года за американскую команду «Trek-Segafredo». Сын известного в прошлом велогонщика Жан-Франсуа Бернара, победителя этапов на всех трёх Гран-турах.

## Достижения
2015
6-й Тур Хайнаня
10-й Про Сайклинг Челлендж США
2016
6-й Тур Абу Даби
1-й  молодёжная классификация
2018
10-й Тур Пуату — Шаранты
1-й  спринтерская классификация
| № | Дата            | Кат. | Страна  | Тип          | Гонка               | Команда        |
| - | --------------- | ---- | ------- | ------------ | ------------------- | -------------- |
| 1 | 23 октября 2016 | 2.НС | ОАЭ     | Молодёжная   | Тур Абу Даби        | Trek-Segafredo |
| 2 | 24 августа 2018 | 2.1  | Франция | Спринтерская | Тур Пуату — Шаранты | Trek-Segafredo |

## Статистика выступлений

### Гранд-туры
| Гонка           | 2016 | 2017 | 2018 | 2019 |
| --------------- | ---- | ---- | ---- | ---- |
| Джиро д'Италия  | —    | 42   | —    | —    |
| Тур де Франс    | —    | —    | 35   | 30   |
| Вуэльта Испании | 57   | 85   | —    | —    |

### Однодневки
| Монументальные гонки  |      |      |      |      |
| Гонка                 | 2016 | 2017 | 2018 | 2019 |
| Льеж — Бастонь — Льеж | —    | —    | 113  | НФ   |
| Джиро ди Ломбардия    | НФ   | НФ   | —    | —    |

| —  | Не участвовал  |
| НФ | Не финишировал |